# Metacyrba venusta
Metacyrba venusta är en spindelart som först beskrevs av Arthur M. Chickering 1946.  Metacyrba venusta ingår i släktet Metacyrba och familjen hoppspindlar. Inga underarter finns listade i Catalogue of Life.